# Большая Коньковая
Больша́я Конько́вая — река в Якутии (Россия), правая составляющая реки Коньковой, принадлежит к бассейну Восточно-Сибирского моря. Протекает по территории Нижнеколымского района Якутии. Длина — 271 км, площадь водосборного бассейна составляет 2830 км².
Вытекает из безымянного озера на северо-востоке Колымской низменности, к западу от озера Дулба, на высоте более 40 метров над уровнем моря. От истока течёт преимущественно в северо-восточном направлении по тундровой местности. В среднем течении делает два больших изгиба к югу. По берегам многочисленные термокарстовые озёра и бугры пучения. Берега часто обрывистые. Очень активно меандрирует. Сливаясь с Малой Коньковой в 28 км к югу от озера Чорхия, образует реку Коньковую на высоте 2 м над уровнем моря. Ширина в нижнем течении — 18 м при глубине 1,3 м.

## Основные притоки
Указаны поименованные притоки длиной 20 км и более.
| Название        | Расстояние от устья | Длина | Положение |
| --------------- | ------------------- | ----- | --------- |
| Вирвеем         | 45                  | 30    | правый    |
| Чименмесхенвеем | 193                 | 26    | левый     |
| Курхлинвеем     | 205                 | 23    | левый     |

## Данные водного реестра
По данным государственного водного реестра России и геоинформационной системы водохозяйственного районирования территории РФ, подготовленной Федеральным агентством водных ресурсов:
- Бассейновый округ — Ленский
- Речной бассейн — Алазея
- Речной подбассейн — нет
- Водохозяйственный участок — Реки бассейна Восточно-Сибирского моря (включая реку Алазея) от границы бассейна реки Индигирка на западе до границы бассейна реки Колыма на востоке
- Код водного объекта — 18060000112117700076110[4].